# Florian Raepke

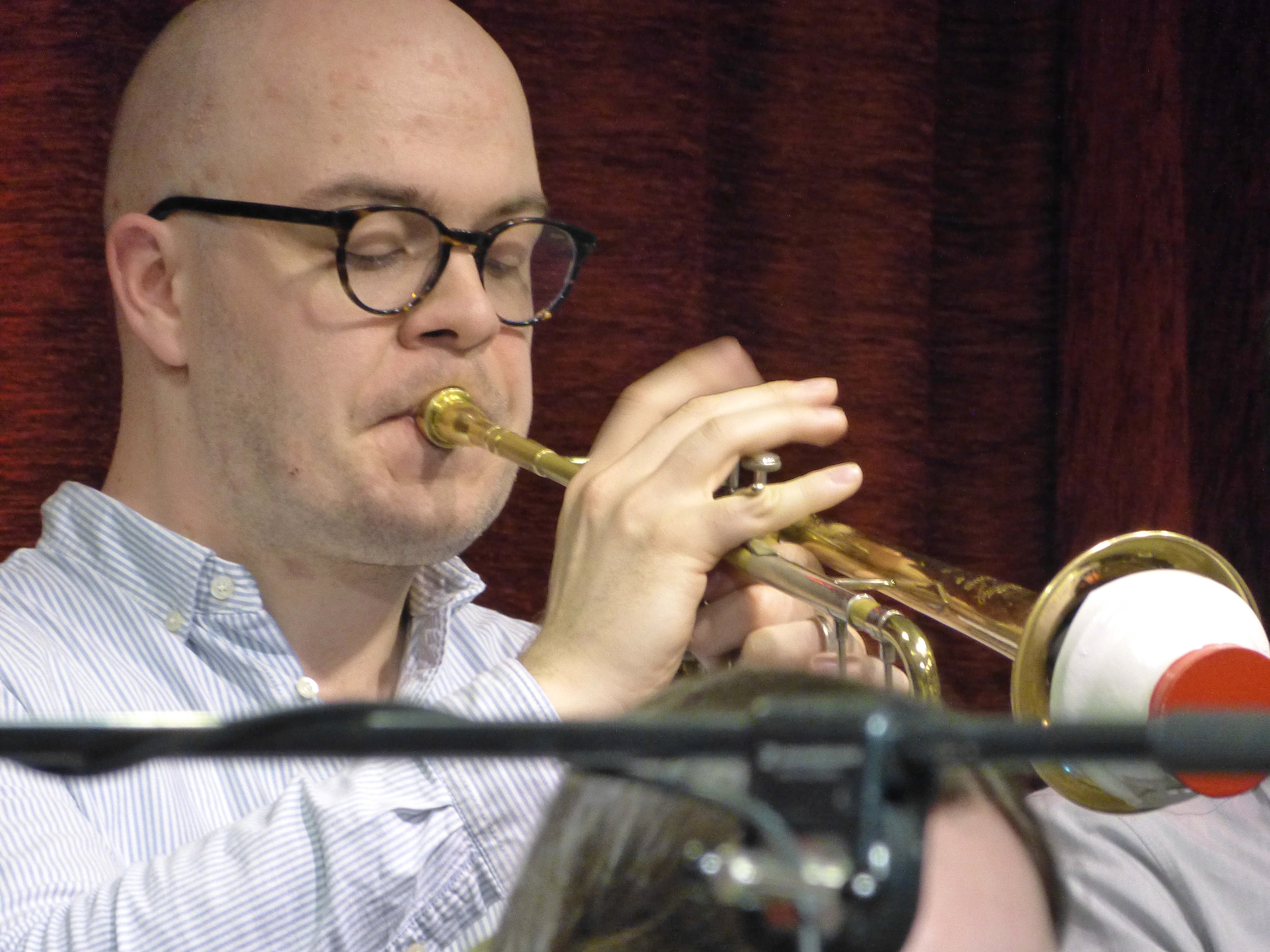
Florian Raepke (2025) im Loft (Köln)

Florian Raepke (* 12. Oktober 1996 in Krefeld) ist ein deutscher Jazzmusiker (Trompete, Flügelhorn, Arrangement) und Bigband-Leiter.

## Leben und Wirken
Raepke erhielt in Krefeld im Alter von sechs Jahren seinen ersten Trompetenunterricht. Er gehört zur Jazz Swing College Band der dortigen Musikschule. Nach dem Abitur an der Montessori-Gesamtschule Krefeld 2016 studierte er bis 2023 an der Folkwang Universität der Künste in Essen Jazztrompete, wo er mit dem Bachelor abschloss. Zu seinen Lehrern gehören Ryan Carniaux und Ansgar Striepens. Von September 2017 bis Dezember 2019 war Raepke Mitglied des Jugendjazzorchester NRW; von 2020 bis 2022 gehörte er zum Bundesjazzorchester. Er lebt und arbeitet in Köln.
Raepke arrangierte Musik u. a. für die Wiener Volksoper, die Oper Graz, das Orchester der Landesregierung Düsseldorf, die Jazz Swing College Band, das Folkwang Jazz Orchestra und das Jugendjazzorchester NRW. Weiterhin arrangierte er für die Auftritte des Bundesjazzorchesters in den Stadien während der Fußball-Europameisterschaft 2024.
Zudem schrieb Raepke Musik für seine eigene Bigband; mit dieser Florian Raepke Big Band veröffentlichte er Ende 2021 das Album The Very Thought of You mit weiteren Solisten wie Kira Linn, Ryan Carniaux, Charlotte Illinger oder Lena-Larissa Senge beim Label plusvierneun. 2025 folgte mit seinem Orchester, das auch ein Streichquartett sowie Harfe und Oboe umfasst, und der Sängerin Charlotte Illinger das Album Young and Foolish beim Label JazzJazz, das bei der Kritik positiv vermerkt wurde und den Vierteljahrespreis der Deutschen Schallplattenkritik erhielt: Selbst oft gehörten Evergreens gewinne Raepke als Arrangeur stets neue, »zeitgenössische« Klangfarben ab, lasse die Musiker solistisch glänzen und biete Charlotte Illingers stets passgenauer Stimme „den perfekten musikalischen Rahmen.“
Als Trompeter tritt Raepke regelmäßig mit Bigbands der nordrhein-westfälischen Jazzszene auf, u. a der Big Band Convention, dem Cologne Contemporary Jazz Orchestra, dem Essen Jazz Orchestra  und dem Grand Central Orchestra. Er ist auf dem Album Majority des Jugendjazzorchester NRW als Solist zu hören. Fernerhin arbeitete er mit Brenda Boykin, Jeff Cascaro, Frank Chastenier, Jürgen Grimm, Paul Heller, Paul Kuhn, Mara Minjoli, Ludwig Nuss, Stefan Pfeifer-Galilea, Samuel Restle und Bill Watrous zusammen.

## Diskographische Hinweise
- Mara Minjoli/Metromara/Jazz Swing College Band Self-Portrait In Twelve Colors (Musikschule Krefeld 2018)
- Florian Raepke Big Band The Very Thought of You (plusvierneun 2021)
- Florian Raepke Big Band & Charlotte Illinger: Young and Foolish (JazzJazz 2025)